# Waltersdorf (Weißensee)
Waltersdorf ist ein Ortsteil der Stadt Weißensee im Landkreis Sömmerda in Thüringen.

## Geografie
Waltersdorf liegt östlich von Weißensee im fruchtbaren Ackerbaugebiet des Thüringer Beckens nahe der Unstrut und seiner Niederung. Verkehrsmäßig ist das Dorf an das Umland über Gemeindeverbindungsstraßen angebunden.

## Geschichte
Am 13. Februar 1360 wurde das Dorf erstmals urkundlich erwähnt und unter UB DOB Hessen II 4 archiviert. Die Gemeinde geht von 1415 aus. Das Dorf zählte einst zur Komturei Griefstedt. 1788 wütete ein Brand im Dorf. 1810 ergoss sich eine Wasserflut durch den Ort. Waltersdorf gehörte bis 1815  zum kursächsischen Amt Weißensee. Durch die Beschlüsse des Wiener Kongresses kam er zu Preußen und wurde 1816 dem Landkreis Weißensee im Regierungsbezirk Erfurt der Provinz Sachsen zugeteilt, zu dem er bis 1944 gehörte.

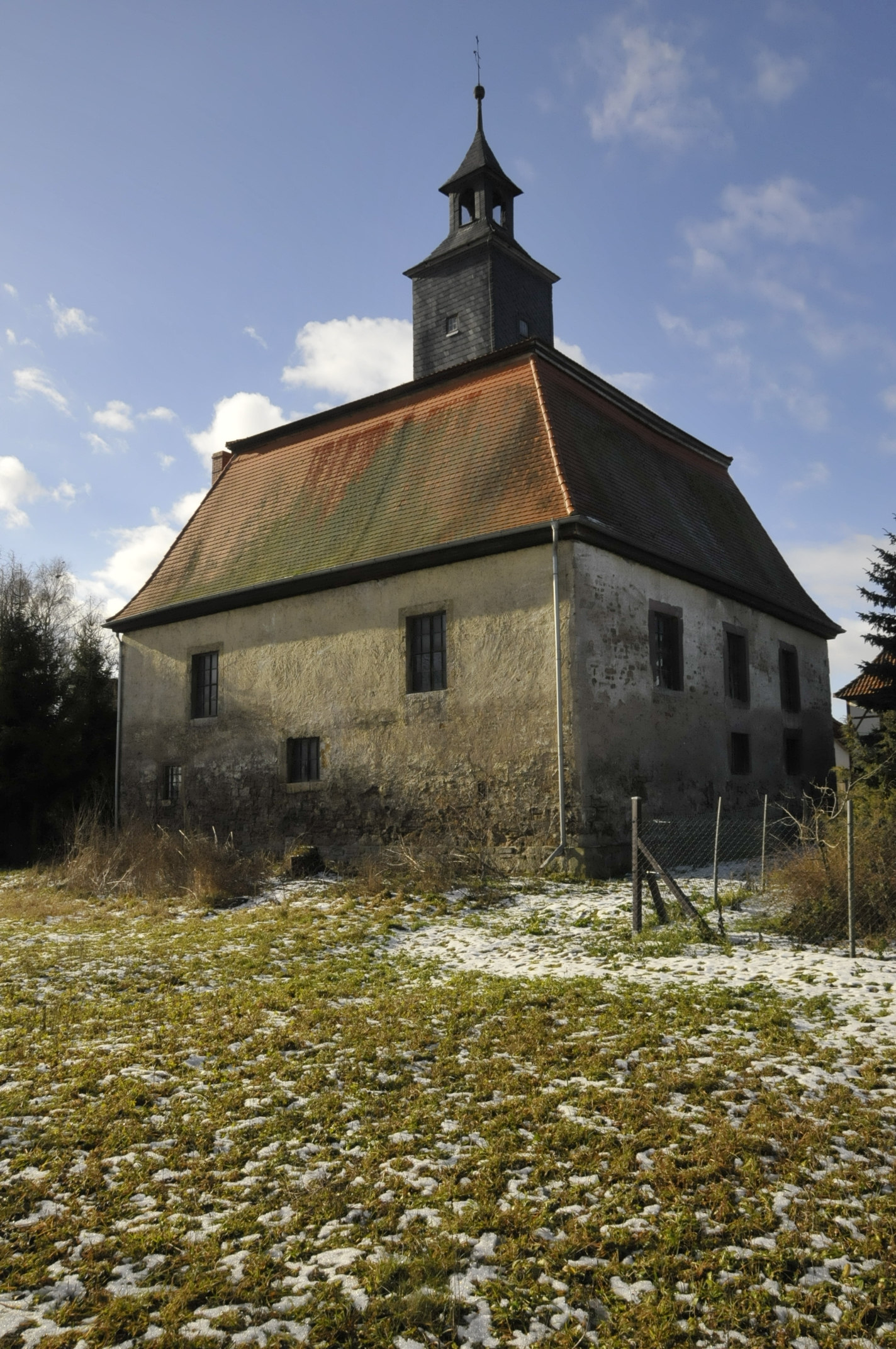
Dorfkirche St. Salvator

## Sehenswürdigkeiten
Die Kirche St. Salvator aus dem Jahr 1713 ist die einzige besondere Sehenswürdigkeit des Ortes. 1595 wurde ihr Glockenturm gebaut. Interessant sind auch einige sehr alte Eichen auf dem Friedhof des Ortes.